# Jean-René Koch
Jean-René Koch (ur. 8 listopada 1970) – francuski szachista, mistrz międzynarodowy od 1989 roku.

## Kariera szachowa
Dwukrotnie (1986/87 i 1987/88) reprezentował Francję na mistrzostwach Europy juniorów, był również dwukrotnie (1989, 1990) uczestnikiem mistrzostw świata juniorów. Wielokrotnie startował w finałach indywidualnych mistrzostw Francji, zdobywając trzy medale: srebrny (1990) oraz dwa brązowe (1988, 1993). W 1989 r. był uczestnikiem rozegranych w Hajfie drużynowych mistrzostw Europy, natomiast w 1992 r. wystąpił na szachowej olimpiadzie w Manili. W 1993 r. zdobył w Paranagui brązowy medal młodzieżowych (do 26 lat) drużynowych mistrzostw świata. 
Odniósł kilka sukcesów w turniejach międzynarodowych, m.in. III m. w Genewie (turniej B, za Danielem Summermatterem i Robertem Kuczyńskim) oraz II m. w Bredzie (1994, mistrzostwa NATO, za Lucasem van der Lindenem). Od 2003 r. startuje wyłącznie w drużynowych rozgrywkach ligi francuskiej.
Najwyższy ranking w karierze osiągnął 1 lipca 2001 r., z wynikiem 2518 punktów zajmował wówczas 14. miejsce wśród francuskich szachistów.